# Artemisiospiza
Genre
Artemisiospiza est un genre de passereaux de la famille des Passerellidae.

## Systématique
Les travaux de Cicero & Koo (2012), parmi d'autres, amènent le Congrès ornithologique international, dans sa classification de référence (version 3.4, 2013), à élever la sous-espèce Artemisiospiza belli nevadensis (Ridgway, 1874) au rang d'espèce.

## Liste des espèces
D'après la classification de référence (version 14.2, 2024) du Congrès ornithologique international (ordre phylogénique) :
- Artemisiospiza nevadensis (Ridgway, 1874) – Bruant des armoises
- Artemisiospiza belli (Cassin, 1850) – Bruant de Bell